# يوجينة بوبا
يوجينة بوبا (بالرومانية: Eugenia Popa)‏ هي لاعبة جمباز فني رومانية، ولدت في 10 سبتمبر 1973 في بوخارست في رومانيا.